# Швидкісна залізниця Ганновер — Вюрцбург
Високошвидкісна залізниця Ганновер–Вюрцбург (нім. Schnellfahrstrecke Hannover–Würzburg) — була першою з декількох високошвидкісних залізничних ліній для руху InterCityExpress, що були побудовані у Німеччині. Хоча технічно вона починається у селі Ретен і закінчується на станції Вюрцбург-Головний, вона фактично є сполучною ланкою між Ганновером та Вюрцбургом із зупинками у Геттінгені, Касселі та Фульді. Будівництво було розпочато в 1973 році, лінію повністю відкрито в 1991 році.
Маючи довжину 327 км, це найдовша нещодавно побудована залізнична лінія у Німеччині, вартість її будівництва, за оцінками, становить близько DM 40 млн. (€20,45 млн.) за кілометр.

## Історія
Deutsche Bundesbahn розпочав будівництво лінії в 1973 році. Оскільки вона була розроблена для швидких пасажирських поїздів, а також для швидких вантажних поїздів, її максимальний похил становить лише 1,25 %. Через горбисту місцевість це зробило необхідним будівництво 61 тунелю та 10 великих мостів. З 327 км загальної довжини 120 км проходять в тунелях, два найдовші — тунель Ландрюкен (10 779 м) на південь від Фульди, другий за довжиною — тунель Мюнден (10525 м) на південь від Ганноверш-Мюнден. Найвищий міст — міст через долину Ромбах поблизу Шліца заввишки 95 м.
Незважаючи на 10700 скарг та 360 позовів, лінія була повністю відкрита в 1991 році, хоча частина Вюрцбург — Фульда використовувалася поїздами InterCity ще в 1988 році. Стандартна швидкість на лінії становить 250 км/год; швидкість вечірніх потягів може досягати 280 км/год. Вантажні поїзди курсують вночі зі швидкістю 100—120 км/год.
1 травня 1988 року InterCityExperimental встановив новий рекорд наземної швидкості для рейкових транспортних засобів — 406,9 км/год між Фульдою та Вюрцбургом.